# Michael Stutes
Michael Christopher Stutes (né le 4 septembre 1986 à Metairie (Louisiane), États-Unis) est un lanceur de relève droitier qui joue dans la Ligue majeure de baseball pour les Phillies de Philadelphie de 2011 à 2013.

## Carrière
Michael Stutes est drafté à deux reprises par des clubs du baseball majeur avant de signer un contrat avec une équipe l'ayant sélectionné au repêchage amateur. Il est choisi par les Dodgers de Los Angeles au 32e tour de sélection en 2004, alors qu'il n'a que 17 ans. Puis les Cardinals de Saint-Louis en font leur choix de neuvième ronde en 2007 alors que le jeune homme étudie à l'Université d'État de l'Oregon à Corvallis. Mais c'est plutôt avec les Phillies de Philadelphie que Stutes signe un contrat. Les Phillies le réclament au 11e tour en 2008.
Après un très bon camp d'entraînement chez les Phillies suivi d'un impressionnant début de saison avec Lehigh Valley dans les ligues mineures, Stutes fait sa première apparition dans un match des majeures le 25 avril 2011 avec Philadelphie. Dans une défaite des Phillies face aux Diamondbacks de l'Arizona, il lance une manche en relève, retirant l'équipe adverse dans l'ordre. Il remporte sa première victoire le 18 juin sur Seattle. Il lance 62 manches en 57 parties à sa saison recrue, maintient une moyenne de points mérités de 3,63 et remporte six victoires contre deux défaites. Il fait ses débuts en séries éliminatoires mais accorde trois points sur trois coups sûrs aux Cardinals de Saint-Louis en seulement un tiers de manche dans le premier match de la Série de divisions entre les deux équipes. Les Phillies remportent toutefois cette partie, 11-6.
En 79 matchs dans les majeures de 2011 à 2013, Stutes maintient une moyenne de points mérités de 4,01 en 85 manches et un tiers lancées pour Philadelphie, avec 9 victoires, 3 défaites et 72 retraits sur des prises.